# 인도 인민당
인도 인민당(印度人民黨, 힌디어: भारतीय जनता पार्टी) 또는 바라티야 자나타당(영어: Bharatiya Janata Party, BJP)은 1980년에 세워진 인도의 정당으로, 설립 이후 인도 국민회의와 함께 가장 규모가 큰 양당으로서 대립 관계를 이어왔다. 1억 8천만 명에 달하는 당원을 보유, 세계에서 가장 당원 수가 많은 정당이기도 하다. 인도 인민당은 경제적으로 민영화를 장려하며 힌두교 내셔널리즘을 특징으로 하는 우익 성향의 정당이다. 현재 인도의 집권 여당으로서 인도 인민당 소속의 나렌드라 모디가 2014년부터 총리로 재임 중이다. 극우 정당이다.

## 역사

### 기원
인도 인민당의 기원인 인도인민연합(바라티야 자나 상, Bharatiya Jana Sang, BJS)은 1951년에 뱅골만 출신의 힌두 민족주의자 스야마 프라사드 무게르제(Syama Prasad Mookerjee)이 창립했다. 인도인민연합은 힌두 민족주의 조직인 RSS의 한 갈래였다. 인도인민연합이 급성장을 하게 된 것은, 1953년에 설립자인 무게르제가 카슈미르의 감옥에서 사망하게 되자, 이에 대한 항의로 많은 젊은 힌두 민족주의자들이 대거 이 조직에 참여하게 됨으로써 이루어졌다. 그로 인해 BJS는 24년 동안 더 조직을 갖추고 있었으나, 어떠한 주에서도 국회의 의석을 차지하지 못하였다. 이 기간 인도인민연합은 결코 인도국민회의를 이긴 적이 없었다. 이 상황은 아탈 비하리 바즈파이에가 이 연합에 가담하기 전까지 지속되었다.
그러던 중 인디라 간디가 1975년, 장기집권의 포석을 깔고자 선거 직전 국가 비상사태를 선언하자, BJS는 이에 항의하는 시위에 동참하였다. 그리고 이때 바즈파이에를 비롯한 많은 BJS의 정치 지도자들이 체포되었다. 그 후, 인디라 간디 정부가 1977년에 선거를 재개하기로 하자, BJS의 정치 지도자들은, 이 시위에서 동지가 된 많은 조직들을 규합하여 새로운 인민당(Janata Party)의 창립을 주도하였다. 즉, 이당시 인민당은 사회주의자, 종교원리주의자, 전국회의원, 힌두 민족주의자 등 다양한 출신 중 인디라 간디에 반대하는 사람들을 규합하여 탄생한 일종의 포괄정당이었다. 인도 인민당은 이 선거에서 대승을 거두었다. 그리하여 아탈 비하리 바즈파이에는 외무장관, 랄 크리슈나 아드바니는 정보통신장관이 되었다. 그러나, 다양한 이념 세력이 뭉쳐있다보니 내분이 격화되어 이 집권 기간은 2년을 지속하지 못하였고, 인디라 간디의 국민회의는 다시 국회 다수를 점하게 되었다. 이에 인민당은 붕괴되었고, 옛 BJS의 정치 지도자들은 재규합하여 조직 재건을 모색하게 되었다.

### 초창기
BJS의 정치 지도자들이 이렇게 1980년 12월에 새로 만든 정당이 BJP이다. 이 정당은 바즈파이에와 아드바니를 대표로 하여 구성되었다. 그 시작이 순탄치만은 않았다. 인디라 간디가 암살된 1984년의 록 사브하(Lok Sabha) 선거에서, 인도국민회의는 추모 열기를 등에 업고 엄청난 대승을 거두었고 그로 인해 BJP는 543석 중 단 2석만을 차지할 수 있었다. 이후 점진적으로 상황이 개선되어 1989년의 록 사브하 선거에서는 85석을 차지하였다.
1991년의 록 사브하 선거에서, BJP는 제1야당으로 급성장을 하였다. 이때 인도국민회의는 연정을 통하여 집권을 하고 있었다. 그러다가 1996년 BJP는 집권 정당은 아니었으나 국회 내의 최다 의석을 차지하게 되었다. 인도의 대통령이었던 샹카 다얄 샤르마(Shankar Dayal Sharma)는 바즈파이에를 인도의 수상으로 임명하게 되었고 BJP는 집권을 위해서 노력을 했으나, BJP의 반대파들의 단결로 인해 바즈파이에는 단 13일만 수상으로 있다가 물러나게 된다. 인도의 정부는 범좌파 연합이 정권을 잡았다.

### 최초의 BJP 정부
1998년 록 사브하 선거(하원 총선)가 열렸을 때, BJP는 다시 최다 의석을 차지한다. 다만 단독집권하기엔 무리라 BJP는 국민민주동맹이라고도 번역되는 민족민주연합이라는 연정체를 구성하여 아주 세세한 우위 속에 집권에 성공하였고, 아탈 비하리 바즈파이에(Atal Bihari Vajpayee)는 수상으로 복귀하였다. 그러나 이 연정이 1999년 5월에 문제가 생겨 우위가 깨지게 되자 다시 새로운 선거가 이루어지게 되었다.
1999년 10월 13일, 새로 구성된 민족민주연합은 303석의 의석을 차지하였고, 이중 183석이 BJP의 의석이었다. 바즈파이에는 다시 세 번째로 수상자리에 올랐고, 아드바니는 부수상과 내무장관을 겸직하게 되었다. 이 민족민주연합 연정 정부는 5년간 지속된다.

### 제2차 BJP 정부(1998~2004)
수상 바즈파이에의 아래에서, BJP 정부는 집권기 강력한 인도 민족주의 성향을 보였으며, 특히 파키스탄과의 마찰로 1998년 라자스탄 주(Rajasthan)의 포카란(Pokhran)에서 5회의 핵 실험을 강행하는 등 당시 국제사회의 많은 우려를 낳기도 했다. 또 수천 명의 보병, 포병대, 공군력을 동원하여 카르길 지역을 공격해 파키스탄 점령지를 다시 빼앗아 오기도 하였다. 다만 국제사회의 파장이 커지자 바즈파이에도 부담이 되었는지, 이후 파키스탄과 대화를 시도하며 평화 무드를 조성하기도 했다.
2002년, BJP-NDA(민족민주연합) 정부는 테러방지법을 통과시켰다. 이 테러방지법은 경찰과 정보기관의 권한을 극대화하는 요소들이 들어있었다. 이 테러방지법은, 2001년 12월 31일에 의회를 폭파하려는 테러 시도에 대한 대책으로 급격하게 통과가 되었다.
바즈파이에와 그의 경제수석들은, 많은 정부 소유의 국영기업을 매각하는 데에 주력하였고, 정보 자유법과 자유무역에 대한 규제를 철폐하였다. IT산업에 대한 지지를 확대하였고, 이 분야에 종사하는 산업체와 중산층 종업원에 대해서 감세안을 마련하였다.
2004년에는, 파키스탄과 네팔, 방글라데시, 부탄, 스리랑카, 몰디브 등과 남아시아 자유무역 협정을 체결하였다. 덕분인지 집권기 지지부진하던 경제성장이 말기 들어선 서서히 회복하는 모양새도 보인다.
그러나 2002년에 있었던 구자라트 폭동(Gujarat riots)을 계기로 BJP는 신뢰를 잃게 되었다. 이 폭동 사건 당시, BJP 당원이자 구자라트주의 주지사인 나렌드라 모디(Narendra Modi)가, 이슬람교도를 학살한 힌두 폭도를 방관하거나 보호했다는 비판을 받기도 했다. 실제 이 당시 많은 BJP 당원들이 폭동에 직접 관여했다고 알려져 논란이 일기도 했다. 당시 2천 명 이상의 이슬람 교도가 학살되었으며, 수만 명이 부상을 입고 피신을 하였다.

### 2004년 선거 이후
2004년에 있었던 선거에서 BJP와 NDA의 연합 세력은 패배하였다. 그리하여 바즈파이에는 인도국민회의의 만모한 싱에게 총리 자리를 내주게 되었다. 선거 패배 후, 바즈파이에는 명예 총재직을 가지고, 아드바니가 BJP의 총재가 되었다.
이후 1990년대 인도 경제 개혁을 이끌었다는 평을 받는 싱 총리 아래 인도가 성장가도를 달리면서, 2014년까지 야당으로 지내게 된다. 그러다 싱 정부 말기 당 내분 등이 겹치자, 이때를 기회로 나렌드라 모디를 대표로 내세운 BJP는 2014년 총선에서 282석을 가져가 승리하게 된다. 이후 지방선거에선 부진도 겪지만, 2019년 인도국민회의 당수 라훌 간디의 부진과 인도-파키스탄 대치 사건이 최대 요인이 되면서 재집권에 성공한다.

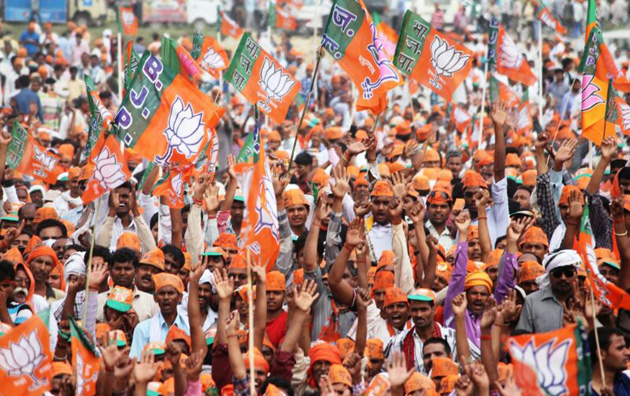
인도 인민당의 지지자들

## 힌두 민족주의
BJP는 힌두 민족주의 정당이다. 이 정당은 스스로를 인도 고유의 종교 제도와 문화 제도의 수호자로 간주한다. 많은 힌두 민족주의자에게 BJP의 이름에 등장하는 바라티야의 바라트(Bharat)가 바로 힌두 민족을 뜻하는 것으로 간주된다.
BJP의 공식적인 당규에 따르면, 물론 바라트라는 말은 힌두 민족 뿐만이 아니라 이슬람계, 혹은 기독교계, 혹은 다른 소수 종교 민족을 배제하는 말이 아니라 단지 인민을 뜻하는 말이고, 또한 이것은 인종주의적인 개념이 아니라 과거 수천 년간 인도 내에서 생성된 많은 문화적이고 종교적인 것을 다 포함하는 개념이라고 한다. 즉, 정치 수사의 관점에서는 인도에 있는 모든 사람을 이러한 힌두 민족으로 간주할 수 있다는 말이다. BJP는 공식적으로도 보수주의, 민족주의에 바탕을 둔 정당이며, 어떤 종교적이거나 문화적인 편견에 바탕을 두고 있지 않다고 주장한다.
어쨌든 이러한 관점의 차이는 1947년에 있었던 인도, 파키스탄의 분리와 전혀 무관하지만은 않다. 이 분리는 종교를 가진 많은 인도인들에게 충격적인 경험이었다. 예컨대, 현재는 파키스탄의 일부가 된 지역에 살고 있던 힌두교도들과 시크교도들은 분리가 결정된 이후 급박하게 인도로 탈출했고, 그 반대로 많은 인도 지역의 무슬림들은 파키스탄으로 탈출했다. 이 와중에 1백만 명이 넘는 힌두교도, 시크교도, 무슬림이 종교간 충돌로 희생되었다. 순식간에 일어난 이러한 일은 수백 년간 살아온 고향 땅을 버리고 급하게 이주했던 많은 사람들에게 참담한 기억이 되었고, 인도에서 머물러 있던 힌두 민족주의자들에게는 무슬림에 비판적이 되는 계기가 되었다.
종교적인 이유 이외 다른 관점의 차이는 잠무 카슈미르 지역의 인도-파키스탄 간의 영토분쟁에서도 기인한다. 두 국가는 1947년에서 1948년까지, 1962년과 1965년, 1971년, 1999년에도 전쟁을 벌였고, BJP는 공식적으로 인접 국가인 파키스탄과 중국에 대해서는 단호한 태도를 보이고 있다.

## 조직
인도 인민당의 주변에는 여러 힌두 민족주의 조직이 얽혀있는데, 이들은 주로 상 빠리바르(Sangh Parivar)라고 불린다. 그중 국민 의용단(Rashtriya Swayamsevak Sangh, RSS로 불림)이 가장 큰 조직이다. 물론 인도 인민당의 많은 정치인은 RSS 뿐만 아니라 다른 많은 상 빠리바르와도 관계를 맺고 있다. 이들 중 대표적인 것으론, 비슈와 힌두 파리샤드(Vishwa Hindu parishad), 스와데쉬 자그란 만치(Swadeshi Jagran Manch; 국산품 애용을 장려하는 기관) 등이 있다.
이 외 BJP와 관련이 있는 조직은 다음과 같다:
- 악킬 바라티야 비댜르티 파리샤드(Akhil Bharatiya Vidyarthi Parishad; 전인도 학생 연합)
- 바라티야 자나타 유바 모르챠(Bharatiya Janata Yuva Morcha; 인도 젊은이 전선)
- 바라티야 키산 상(Bharatiya Kisan Sangh; 인도 농민 연합)
- 바라티야 마즈두르 상(Bharatiya Mazdoor Sangh; 인도 노동자 연합)
- BJP 마힐라 모르챠(BJP Mahila Morcha; 인도 여성 전선)

인도의 바깥에는, BJP의 지지자들이 “BJP의 해외 친구들”(Overseas Friends of BJP)이라는 조직을 만들었다.

## 총선
인도 인민당은 1980년에 창당되었기에, 인민당의 총선 결과는 1984년에 치러진 8대 로크 사바(인도의 하원) 선거에서부터 나타난다. 인민당은 1984년 선거에서는 2석을 얻으며 저조한 성적을 보였으나, 이후 세를 불리기를 지속하여 1996년에는 최대 정당으로 자리잡았으며 여당의 자리를 처음으로 가지게 되었다. 허나 이후 정부가 붕괴되며 이 집권기는 오래가지 못했고, 1998년과 1999년에 있었던 선거에서는 여전히 최대 정당의 지위를 유지하였다. 여당이 아닐 때에는 항상 제1야당 격의 역할을 수행하였으며, 2014년 총선에서는 압도적으로 제1야당인 인도 국민회의를 제압하는 성과를 올렸고, 2019년에도 대승을 올려 권력을 유지하였다.
| 연도 | 선거           | 당 대표                | 의석 수   | 의석 수 변동 | 득표율 | 부동표 | 결과                     | Ref. |
| ---- | -------------- | ---------------------- | --------- | ------------ | ------ | ------ | ------------------------ | ---- |
| 1984 | 8대 로크 사바  | 랄 크리슈나 아드바니   | 2 / 533   | 2            | 7.74%  | –      | 야당                     |      |
| 1989 | 9대 로크 사바  | 랄 크리슈나 아드바니   | 85 / 545  | 83           | 11.36% | 3.62%  | 참가 X                   |      |
| 1991 | 10대 로크 사바 | 랄 크리슈나 아드바니   | 120 / 545 | 35           | 20.11% | 8.75%  | 야당                     |      |
| 1996 | 11대 로크 사바 | 아탈 비하리 바즈파이에 | 161 / 545 | 41           | 20.29% | 0.18%  | 여당, 후에 야당으로 전환 |      |
| 1998 | 12대 로크 사바 | 아탈 비하리 바즈파이에 | 182 / 545 | 21           | 25.59% | 5.30%  | 여당                     |      |
| 1999 | 13대 로크 사바 | 아탈 비하리 바즈파이에 | 182 / 545 |              | 23.75% | 1.84%  | 여당                     |      |
| 2004 | 14대 로크 사바 | 아탈 비하리 바즈파이에 | 138 / 543 | 44           | 22.16% | 1.69%  | 야당                     |      |
| 2009 | 15대 로크 사바 | 랄 크리슈나 아드바니   | 116 / 543 | 22           | 18.80% | 3.36%  | 야당                     |      |
| 2014 | 16대 로크 사바 | 나렌드라 모디          | 282 / 543 | 166          | 31.34% | 12.54% | 여당                     |      |
| 2019 | 17대 로크 사바 | 나렌드라 모디          | 303 / 543 | 21           | 37.46% | 6.12%  | 여당                     |      |

## 정책
BJP의 핵심 전략은 주로 힌두 민족주의에서 영향을 받은 것들이다. 허나 몇몇 전략은 인도가 원래 고수하던 세속주의 원칙을 흔들고 분열을 조장한다는 비판을 받기도 한다. 중요도의 순서에 따라서 나열된 것은 아니지만, BJP의 주요한 목표는 다음과 같이 요약될 수 있다.
(1)헌법 조항 370조의 철폐 - 헌법 조항 370조는 잠무 카슈미르 지역에 특별 자치권을 주고 있으며, 인도 시민들이 이 지역에 정착하는 것을 장려하지 않고 있다. 이것은 이 지역민의 다수를 이루는 무슬림을 보호하기 위해서 만들어졌다. 하지만 힌두 민족주의를 내세우는 인도 인민당에서는 이를 철폐하여 힌두교인들을 카슈미르 지방에서 세력을 확장할 수 있도록 허락하자고 주장하고 있다.
(2)균등한 민법 조항의 공표 - 힌두와 무슬림, 기독교도 모두에게 적용되는 한 가지의 민법을 공표할 것을 주장한다. BJP 지지자들은 현재의 방식이 인도의 각 종교 그룹 사이의 간극을 벌여놓고 있다고 생각한다.
(6)잠무 카슈미르 지역을 인도에 편입시켜야 한다. - 현재는 약 40퍼센트의 지역이 파키스탄과 중국에 의해서 통제되고 있다.

### 사회 정책과 힌두트바
인도 인민당의 공식적인 사회 정강은 '통합 인본주의'이다. 이 개념은 1965년에 처음으로 제창되었으며, 사람을 경제, 사회 발전의 한가운데에 놓는 사회를 추구한다. 이후 이 개념이 인도 독립주의자들이 만든 '힌두트바(Hindutva)'라는 개념과 합쳐졌다. 인도 인민당에 의하면 힌두트바란 급진적인 서구화에 대항하여 인도의 문화와 전통을 지켜나가자는 이론인데, 이는 힌두, 이슬람, 기독교등 모든 종교들을 막론하고 인도에 거주하는 인도인이라면 모두에게 적용이 된다고 한다. 하지만 일부 전문가들은 '힌두트바'의 본질이 실은 인도를 힌두교 국가로 정의하고 정치에 종교를 끌어들이려 한다고 비판하고 있다. 다만 세가 확장되고 다양한 스펙트럼의 인사들이 들어옴에 따라 인도 인민당은 1988년 이래 기조를 완화시키고 있다.
인도 인민당의 힌두교 중심주의는 당의 정책들에도 상당한 영향을 미친다. 가장 대표적인 일례로 이슬람교의 옛 바브리 모스크의 폐허에 힌두교 신전을 세우겠다는 것이 있었다. 이는 1991년 총선에서 가장 뜨거운 논란거리였다. 다만 1992년에 인민당이 모스크의 폐허를 완전히 밀어내기 시작하자 그 반향으로 상당한 정치적 타격을 입었다. 또한 인민당이 주도하는 정부는 NCERT(교육 탐구와 연구를 위한 국가 위원회)를 설치하여 학생들이 쓰는 교과서들을 전면 개편하였다. 학자들은 인민당이 특히 역사와 관련하여 인도를 힌두화시키려 하고 있다고 비판했고, 정부는 이에 굴하지 않고 오히려 베다 천문학(힌두교의 전통 천문 체계)를 대학의 필수 과정으로 포함시켰다.

## 같이 보기
- 인도의 정당
- 인도의 정치
- 나라별 주요 정당 목록